# Sismo da Jamaica de 1692
O Sismo da Jamaica de 1692, ocorrido em 7 de junho de 1692, foi um evento sísmico de grande magnitude que causou a destruição de aproximadamente dois terços de Port Royal, a então capital de jure da Jamaica. Evidências, como um relógio de bolso encontrado nos destroços durante uma excavação em 1959, indicam que o tremor começou às 11h43 da manhã e durou pouco mais de dois minutos.
Na época do desastre, Port Royal era um importante centro comercial e estratégico no Caribe. Conhecida como o "Armazém e tesouro das Índias Ocidentais" e, paradoxalmente, como "Um dos lugares mais inóspitos da Terra," a cidade era um dos portos mais ricos e movimentados da região, servindo como base para atividades mercantis e, notoriamente, como refúgio para piratas e corsários que atuavam no Mar do Caribe.
O terremoto resultou no afundamento de grande parte da cidade, com estimativas indicando que mais de 2.000 pessoas perderam a vida durante o evento sísmico e o subsequente tsunami. Nos dias seguintes, cerca de 3.000 pessoas sucumbiram aos ferimentos e doenças causadas pela catástrofe.

## Configuração tectônica
A ilha da Jamaica está localizada na zona de fronteira entre a Placa do Caribe e a Microplaca Gonâve. A Gonâve é uma longa estrutura, com 1.100 km de extensão, constituída principalmente por crosta oceânica formada pela dorsal de espalhamento das Ilhas Cayman, dentro de uma bacia de extensão entre a Placa do Caribe e a Placa Norte-Americana. A formação da Jamaica está associada à elevação resultante de uma curva restritiva ao longo dessa estrutura. Os mecanismos focais dos terremotos na região da Jamaica ocorrem predominantemente em falhas com orientação Oeste-Sudoeste a Leste-Nordeste e, em menor grau, por falhas de cavalgamento (ou falhas inversas) com orientação Noroeste-Sudeste. O sismo de 1692 é amplamente atribuído a um evento ocorrido em uma dessas falhas de deslizamento.

## Dano
Dois terços da cidade, totalizando 13 hectares, afundaram no mar imediatamente após o choque principal. De acordo com Robert Renny em An History of Jamaica (1807): 
"Todos os ancoradouros afundaram de uma vez, e no espaço de dois minutos, nove décimos da cidade foram cobertos com água, que foi elevada a tal altura, que chegava a entrar nos aposentos mais altos das poucas casas que ficavam em pé. Os topos das casas mais altas eram visíveis na água e rodeados pelos mastros de navios que haviam afundado junto com elas".
Antes do terremoto a cidade consistia de 6.500 habitantes vivendo em cerca de 2.000 edifícios, muitos construídos de tijolo e com mais de um andar, e todos construídos em areia solta. Durante o tremor, a areia se liquefazia e os edifícios, juntamente com seus ocupantes, pareciam fluir para o mar. Mais de vinte navios atracados no porto foram emborcados. Um navio, a fragata Swann, foi transportada por cima dos telhados pelo tsunami. Durante o choque principal, foi dito que a areia havia formado ondas. Fissuras abertas e fechadas repetidamente esmagando muitas pessoas. Depois que o tremor parou, a areia solidificou novamente, prendendo muitas vítimas.
Em Liguanea (atual Kingston), todas as casas foram destruídas e a água foi ejetada de poços com 12 metros de profundidade. Quase todas as casas em St. Jago (Spanish town) também foram destruídas. 
Houveram vários deslizamentos de terra em toda a ilha. O maior deles, em Judgement Cliff, deslocou a superfície da terra em até 800 metros matou 19 pessoas. Vários rios foram temporariamente represados e, poucos dias após os terremotos, o porto foi inundado com um grande número de árvores despojadas de seus troncos derrubados após a ruptura de uma dessas barragens. 
Um relógio de bolso, feito na Holanda pela fabricante francesa Blondel, foi recuperado durante investigações arqueológicas submarinas lideradas por Edwin Link em 1969. O relógio foi parado com os ponteiros apontando para 11:43 hora local, o que combina bem com os relatos contemporâneos.

## Rescaldo
Mesmo antes da destruição estar completa, alguns dos sobreviventes começaram a saquear, invadindo casas e armazéns. Os mortos também foram roubados e despojados e, em alguns casos, tiveram os dedos cortados para remover os anéis que usavam. 
Imediatamente após o terremoto, era comum atribuir a destruição à divina retribuição ao povo de Port Royal por seus pecados. Os membros do Conselho da Jamaica declararam: "Nós nos tornamos por isso um exemplo do julgamento severo de Deus Todo-Poderoso". Esta visão do desastre não se limitou à Jamaica; Em Boston , o reverendo Cotton Mather disse em uma carta ao seu tio: "Eis um acidente falando com toda a nossa América inglesa".
Após o terremoto, a cidade foi parcialmente reconstruída. Mas o governo colonial foi transferido para Spanish Town, que havia sido a capital sob o domínio espanhol. Port Royal foi devastada por um incêndio em 1703 e por um furacão em 1722. A maior parte do comércio marítimo mudou-se para Kingston. No final do século XVIII, Port Royal foi quase que completamente abandonada.

## Características
Terremoto
O sismo foi caracterizado por três tremores distintos, com intensidade crescente até culminar no choque principal. A magnitude estimada do evento é de 7.5 na escala de magnitude de momento. Ao contrário das descrições populares de "afundamento" da cidade no mar, o principal efeito do terremoto foi a subsidência do solo causada por liquefação. Esse fenômeno explica relatos de testemunhas oculares sobre casas sendo "engolidas" e pessoas soterradas na areia até o pescoço.  Acredita-se que o deslizamento de Judgement Cliff foi desencadeado ao longo da Falha de Plantain-Garden, e o movimento nessa estrutura é considerado uma causa primária do terremoto.
Deslizamentos de terra
O desfiladeiro de Judgement Cliff é um grande complexo de rocha, com um volume estimado entre 131 e 181 milhões de metros cúbicos. A superfície de deslizamento se encontra em camadas de argila e xisto com gesso, localizadas na base de uma unidade de calcário. Embora a avalanche tenha ocorrido após o terremoto, é possível que chuvas intensas nos dias subsequentes ou um furacão em outubro do mesmo ano tenham sido o gatilho final para o deslizamento.
Tsunami
Observou-se que o mar recuou cerca de 270 metros em Liguanea (provavelmente próximo a Kingston) e 1,6 quilômetros em Yallahs. Em seguida, retornou como uma onda de aproximadamente 1,8 metros, inundando a área costeira. Uma possível causa para o tsunami é o colapso e fluxo de sedimentos para dentro do porto, abaixo da cidade. No entanto, as ondas no porto podem ser mais precisamente descritas como seichas, enquanto as ondas maiores relatadas em outros locais, como na Baía de Saint Ann, podem ser explicadas por um deslizamento submarino distinto, também desencadeado pelo terremoto.

## Potencial sísmico atual
Estimativas da deformação geológica atual na Jamaica indicam que a tensão acumulada é suficiente para gerar um terremoto de magnitude (M) entre 7.0 e 7.3, similar ao evento devastador de 1692. Essa análise sugere a possibilidade de uma repetição desse tipo de sismo. No entanto, essa estimativa é dependente de diversas premissas, como a de que nenhum movimento da Falha de Plantain-Garden é aliviado por meio de fluência aseísmica (deslizamento lento e constante, sem gerar ondas sísmicas perceptíveis).